# Tatort: Der Mann, der in den Dschungel fiel
Der Mann, der in den Dschungel fiel ist ein Fernsehfilm aus der Krimireihe Tatort. Der vom WDR produzierte Beitrag ist die 1253. Tatort-Episode und wurde am 10. Dezember 2023 im SRF, im ORF und im Ersten ausgestrahlt. Das Münsteraner Ermittlerduo Thiel und Boerne ermittelt seinen 44. Fall.

## Handlung
Boerne initiiert den Preis des Münster Stadtschreibers für einen Schriftsteller, der ein Jahr lang in Münster lebt und dort ein Buch verfasst. Der Preis geht an Stan Gold (bürgerlich Horst „Hotte“ Koslowski), einen ehemaligen Mitschüler Thiels. Gold war 15 Jahre lang in Paraguay verschollen und verfasste anschließend darüber das Buch „Der Mann, der in den Dschungel fiel“.
Als Stan Gold sich nach der Preisverleihung in der Garderobe befindet, ruft er in schwerer Atemnot seine Verlegerin und Geliebte Sabina Kupfer an. Boerne vermutet wegen Golds Bienen-Allergie einen allergischen Schock. Im Labor ermittelt Alberich jedoch auf eigene Faust und findet ein synthetisches Bienentoxin als Ursache. Der bedrohliche Schockzustand bei Gold war also nicht durch einen Bienenstich entstanden. Gold behauptet, der südamerikanische Rebellenführer oder Drogengangster Pablo stecke dahinter, den er in der Garderobe erkannt habe.
Nach einem Anschlag auf Gold in dessen Wohnung in Münster, die Boerne gekauft und an die Stadt für den Stadtschreiber vermietet hat, soll Gold in ein Safe House verlegt werden. Dieses fällt wegen eines Wasserrohrbruchs aus und Gold zieht mit Thiel und Kupfer zu einem abgelegenen Haus, in das sich gerade Boerne zurückgezogen hat, um ein Buch zu schreiben.
Dort wird Sabina Kupfer in der Nacht versehentlich von einer Scharfschützin, Lisa Wagner, erschossen. Diese war über einen Internet-Chat beauftragt, Stan Golds Hund Hemingway als Gegenleistung zu eliminieren. In dem Internet-Chat beklagte sich die Scharfschützin über den Hund ihres Ehemannes, weshalb Gold ihn erschoss. Der Hund Hemingway schlief auf der Bettdecke von Sabina Kupfer. Der Schuss durch den Hund hindurch traf damit Sabina Kupfer, was von der Scharfschützin nicht beabsichtigt war. Im weiteren Verlauf stellt sich Gold als notorischer Lügner heraus. Er hatte Wagner beauftragt, auf Hemingway zu schießen, weil er sich seiner Verlegerin und Geliebten entledigen wollte, da sie den wahren Grund seines langen Aufenthalt in Paraguay kannte: Gold war wegen eines Bankraubs im Gefängnis gewesen und nicht, wie im Buch berichtet, bei einem indigenen Stamm ohne Kontakt zur Außenwelt.
Thiel und Boerne stellen Gold, indem sie vorgeben, Polizeischutz zu gewähren. Dabei mimt Mirko Schrader den von Gold erfundenen südamerikanischen Rebellenführer oder Drogengangster Pablo. Dieser erschießt scheinbar Thiel und bedroht Gold (Diese Szene wird unaufgelöst bereits am Anfang des Films gezeigt, so dass ein möglicher Tod von Thiel einen Extra-Spannungsbogen schlägt). Dabei gesteht Gold, seine Geschichten nur erfunden zu haben.

## Hintergrund
Der Film wurde vom 28. Februar 2023 bis zum 29. März 2023 in Münster und Köln gedreht. Die Premiere erfolgte am 3. September 2023 auf dem Festival des deutschen Films in Ludwigshafen am Rhein.

## Rezeption

### Einschaltquoten
Die Erstausstrahlung von Der Mann, der in den Dschungel fiel am 10. Dezember 2023 wurde in Deutschland von 11,11 Millionen Zuschauern gesehen und erreichte einen Marktanteil von 37,4 % für Das Erste.

### Auszeichnung
Der Film war für den Rheingold – Ludwigshafener Publikumspreis nominiert.